# Três Coroas
Três Coroas este un oraș în Rio Grande do Sul (RS), Brazilia.